# Inoke Afeaki
'Inoke Unga'anga Afeaki (Tofoa, 12 de julho de 1973) é um jogador tonganês de rugby union que atua na posição de segunda linha.
De um país onde um em cada dez homens é rugbier federado, Afeaki é o mais presente em Copas do Mundo de Rugby: é o único que jogou quatro pela Seleção Tonganesa de Rugby, da de 1995 à 2007, totalizando oito partidas  por uma equipe sempre eliminada na primeira fase. Despediu-se exatamente no melhor resultado que Tonga obteve até então: na Copa de 2007, as 'Ikale Tahi ("Águias do Mar", apelido da seleção, em tonganês) venceram Estados Unidos e Samoa e esteve a seis pontos de eliminar a futura campeã África do Sul, para a qual perdeu por 25-30.
Afeaki jogou ao todo 24 vezes por Tonga, marcando 15 pontos, através de três tries. Também jogou três vezes, em 2004, pelos Pacific Islanders, a seleção que reunia tonganeses com os vizinhos das seleções de Samoa e Fiji.